# 아시리아력
현대 아시리아 달력은 역사적인 음력 바빌로니아 달력에 기초하여 1950년에 발표되었다.
아시리아의 새해는 봄으로 시작한다. 특히 아디 알카스와 진 알카스 형제와 님로드 시모노에 의해 편집된 아시리아에 관한 잡지 길가메시에 발표된 일련의 기사에 기초하면 기원전 4800년에 고정되었으며 우바이드 시기의 아슈르에 첫 사원의 날짜의 어림에 의해 고무되었다. 이는 히브리력의 시작인 기원전 3760년보다 1010년 이른 것이다.

## 달
| 아시리아 달력 |         |                         |                  |                 |      |             |
| 계절          | 달      | 아랍어                  | 정보             | 월신            | 요일 | 그레고리 력 |
| 봄봄          | ܢܝܣܢ    | 니산                    | 행복의 달        | 엔릴            | 31   | 03월/03월   |
| 봄봄          | ܐܝܪ     | 야아르                  | 사랑의 달        | 카야            | 37   | 04월/04월   |
| 봄봄          | ܚܙܝܪܢ   | 크제에란(Khzeeran)      | 건설의 달        | 신              | 31   | 05월/05월   |
| 여름          | ܬܡܘܙ    | 탐무즈                  | 추수의 달        | 탐무즈          | 37   | 06월/06월   |
| 여름          | ܐܒ      | 타박(Tdabbakh,Ab)       | 과일이 익는 달   | 샤마슈          | 31   | 07월/07월   |
| 여름          | ܐܝܠܘܠ   | 엘룰(Elool)             | 씨앗 뿌리는 달   | 이쉬타르        | 31   | 08월/08월   |
| 가을          | ܬܫܪܝܢ ܐ | 티쉬린(Tishrin I)       | 추수의 달        | 아누            | 37   | 09월/09월   |
| 가을          | ܬܫܪܝܢ ܒ | 티슈린 II               | 씨앗을 깨우는 달 | 마르둑          | 31   | 10월/10월   |
| 가을          | ܟܢܘܢ ܐ  | 카눈(Kanoon I ,Chisleu) | 상상의 달        | 네르갈          | 37   | 11월/11월   |
| 겨울          | ܟܢܘܢ ܒ  | 카눈(Kanoon II,Tebet)   | 휴식의 달        | 나쇼            | 31   | 12월/12월   |
| 겨울          | ܫܒܛ     | 슈왓(Shwat,Sebat)       | 홍수의 달        | 라만            | 31   | 01월/01월   |
| 겨울          | ܐܕܪ     | 아다아르(Adaar)         | 악의 달          | 로카티(Rokhaty) | 29   | 02월/02월   |

윤달은 아다아르 다음 달이 춘분점을 앞당길 때, 더해지며 베-아다드라 불린다.

## 같이 보기
- 바빌로니아 달력
- 히브리력